# Skelton-Eisfälle
Die Skelton-Eisfälle sind ein markanter Gletscherbruch im ostantarktischen Viktorialand. Sie reichen bogenförmig über eine Länge von rund 25 km vom Portal Mountain bis zum Nordende der Warren Range. Der Berg Angino Buttress ragt nahe dem Zentrum der Skelton-Eisfälle auf.
Das Advisory Committee on Antarctic Names benannte sie 1964 in Verbindung mit dem Skelton-Firnfeld und dem Skelton-Gletscher nach Reginald Skelton (1872–1956), leitender Ingenieur bei der britischen Discovery-Expedition (1901–1904).